# Бибиково (Данковский район)
Би́биково — деревня Кудрявщинского сельсовета Данковского района Липецкой области.

## Название
Название — по фамилия владельца И. Б. Бибикова.

## История
В 1679 году здесь получил землю стольник И. Б. Бибиков. Вскоре он её заселил.

## Население
По данным всероссийской переписи за 2010 год население деревни составляет 12 человек.

### Известные жители
- Крючков, Фёдор Антонович (1913—1944) — участник Великой Отечественной войны, Герой Советского Союза (1944).